# Dschubba
Dschubba (vom arabischen جبهة, DMG ǧubha ‚Stirn‘) ist die Bezeichnung für den Stern Delta Scorpii (δ Scorpii) im Sternbild Skorpion.
Dschubba hat eine scheinbare Helligkeit von +2,29 mag und gehört der Spektralklasse B0 an. Dschubba ist ca. 490 Lichtjahre entfernt. Andere Schreibweise und Namen: Dzuba, Iclarcrau, Iclarkrav.
Als ekliptiknaher Stern kann Dschubba mehrmals pro Jahrzehnt vom Mond und (sehr selten) von Planeten bedeckt werden.
Er spielte 1981 eine wichtige Rolle bei der Erforschung der Saturnringe:
Als Voyager 2 vom Saturn wegflog, konnte die Sonde bei einer Sternbedeckung durch den Planeten und sein über 100.000 km breites Ringsystem kontinuierliche Helligkeitsmessungen durchführen. Das Sternenlicht wurde vom Ring wie erwartet gedämpft und schien dazwischen durch mehrere bekannte Lücken wie die 6.000 km breite Cassini-Teilung. Bei der nur 300 km schmalen Encke-Teilung am Außenrand des hellen A-Rings zeigte sich, dass diese Lücke nicht ganz frei von Ringpartikeln ist. Es konnten zwei dünne, exzentrische Teilchenringe nachgewiesen werden mit der genau passenden Umlaufzeit von 13,82 h.